# NGC 2794
NGC 2794 je galaksija u zviježđu Raku.

## Vanjske poveznice
- SEDS: NGC 2794